# Patamacca
Patamacca – miasto oraz okręg (ressorten) w dystrykcie Marowijne, w Surinamie. Według danych na rok 2012 miasto zamieszkiwało 427 osób, a gęstość zaludnienia wyniosła 0,36 os./km².

## Demografia
Ludność historyczna:
| Rok                           | 2004   | 2012   |
| ----------------------------- | ------ | ------ |
| Ludność                       | 422    | 427    |
| Gęstość zaludnienia os./km²   | 0,35   | 0,36   |
| Roczna zmiana liczby ludności | +0,15% | +0,15% |

## Klimat
Klimat jest tropikalny. Średnia temperatura wynosi 22°C. Najcieplejszym miesiącem jest październik (24°C), a najzimniejszym miesiącem jest luty (21°C). Suma opadów rocznych wynosi 2880 milimetrów. Najbardziej wilgotnym miesiącem jest maj (441 milimetrów), a najbardziej suchym miesiącem jest październik (77 milimetrów).